# Placusa incompleta
Placusa incompleta är en skalbaggsart som beskrevs av Sjöberg 1934. Placusa incompleta ingår i släktet Placusa och familjen kortvingar. Arten är reproducerande i Sverige. Inga underarter finns listade i Catalogue of Life.